# Gotanda
Gotanda (五反田) est un  quartier industrieux  de Shinagawa Tokyo, Japon. La traduction littérale de "Gotanda" pourrait être  "rizière d'un demi-hectare". Ce quartier chevauche la rivière Meguro, et se situe entre les gares de Meguro et d'Ōsaki sur la ligne Yamanote (JR East).
Le quartier est centré sur la gare de Gotanda, qui est desservie par la ligne de métro Asakusa et la ligne Tōkyū Ikegami en plus de la ligne Yamanote.
La ligne circulaire Yamanote coupe le quartier en 2 districts.  Higashi (Est) Gotanda se situe à l'intérieur de la boucle, tandis que Nishi (ouest) Gotanda se situe en dehors de la boucle. Nishi-Gotanda est une partie très résidentielle, des immeubles de taille moyenne, des rues arborées proche de la gare.  Higashi-Gotanda héberge l'université Seisen, l'hôpital NTT Kanto Est, quelques temples et sanctuaires et quelques tours. 

## Un quartier japonais
Le quartier de  Gotanda se démarque de ces consœurs en restant très japonais. Les bars traditionnels de Tokyo, juste assez grands pour accueillir 6 personnes, sont encore légions à Gotanda ,alors qu'ils ont quasi disparu des autres quartiers. Alors qu'à Gotanda les grandes marques n'ont pas encore ouvert de magasin, on retrouve de nombreux magasins très japonais tel les marchands de pâtes miso, des couteliers, etc. 
Les fêtes locales incluent le hanami le long de la rivière Meguro, qui traverse en ligne droite Nishi-Gotanda.

## Services
Gotanda possède une poste et de nombreuses banques. Un grand Tsutaya (location de film), jouxtant la station on trouve un grand Tokyu Store (épicerie et magasins). Le Kanto Medical Center est un grand hôpital dans le Nord du quartier. De plus petites cliniques — dont une clinique dentaire — se trouvent dans le voisinage de l'université.

## Spécialités
La spécialité de Gotanda est les  restaurants barbecue coréens. Il y en a de nombreux dans les immeubles autour de la gare. Ces restaurants sont très bons et peu onéreux, ils valent le détour même si les services ne sont quasiment faits qu'en japonais.

## Ambassades
Gotanda héberge l'ambassade d'Indonésie.  Le Pérou maintient un bureau près de la gare, si bien qu'un restaurant péruvien a ouvert dans son voisinage.

## Transports
La gare de Gotanda se trouve au cœur du quartier. Elle est desservie par plusieurs lignes :
- JR East : ligne Yamanote
- Toei : ligne Asakusa
- Tōkyū : ligne Ikegami